# Cotoner
|  | Aquest article tracta sobre una planta. Vegeu-ne altres significats a «Cotoner (ofici)». |

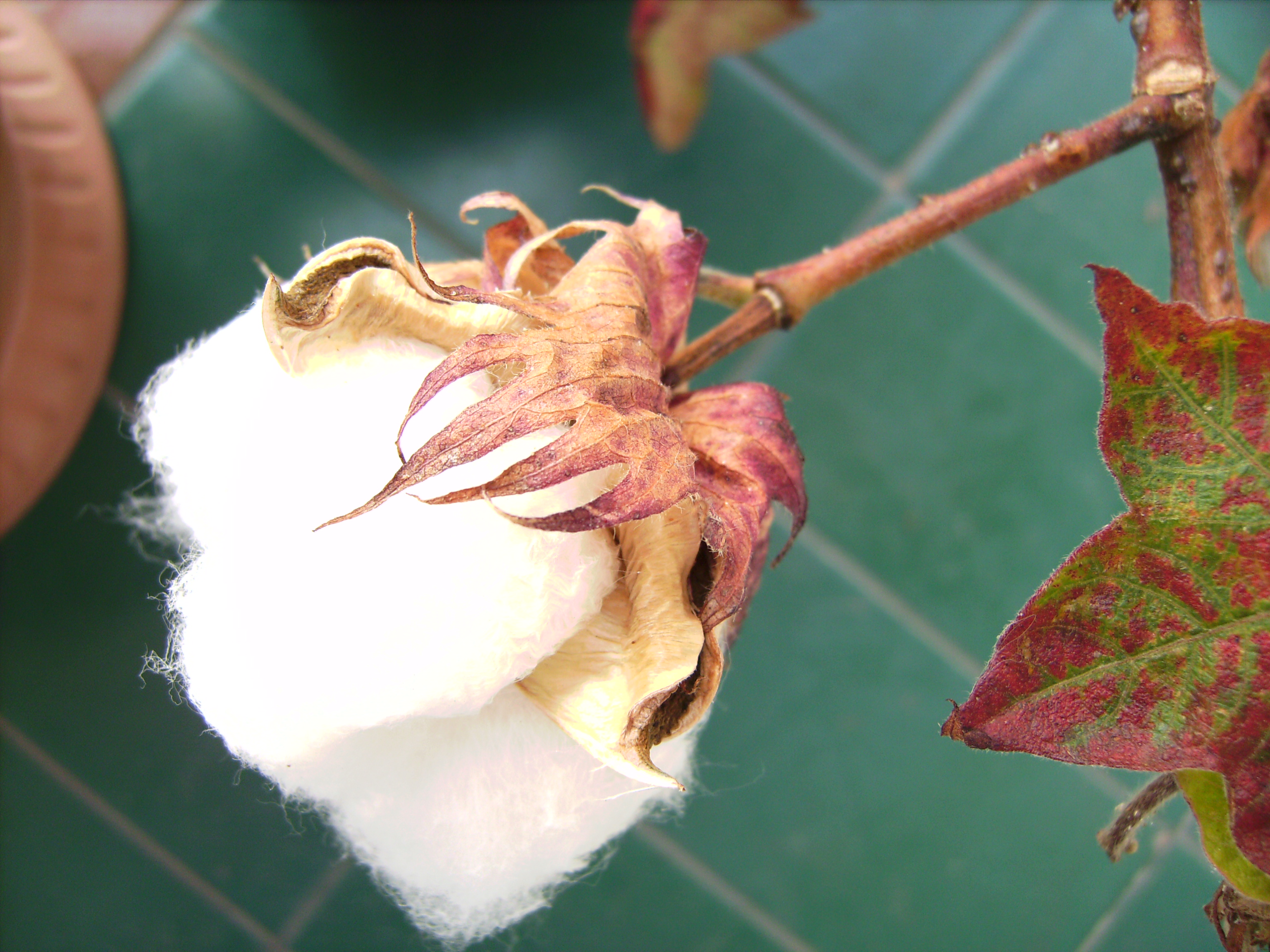
Cotó (Gossypium hirsutum) encara dins la càpsula

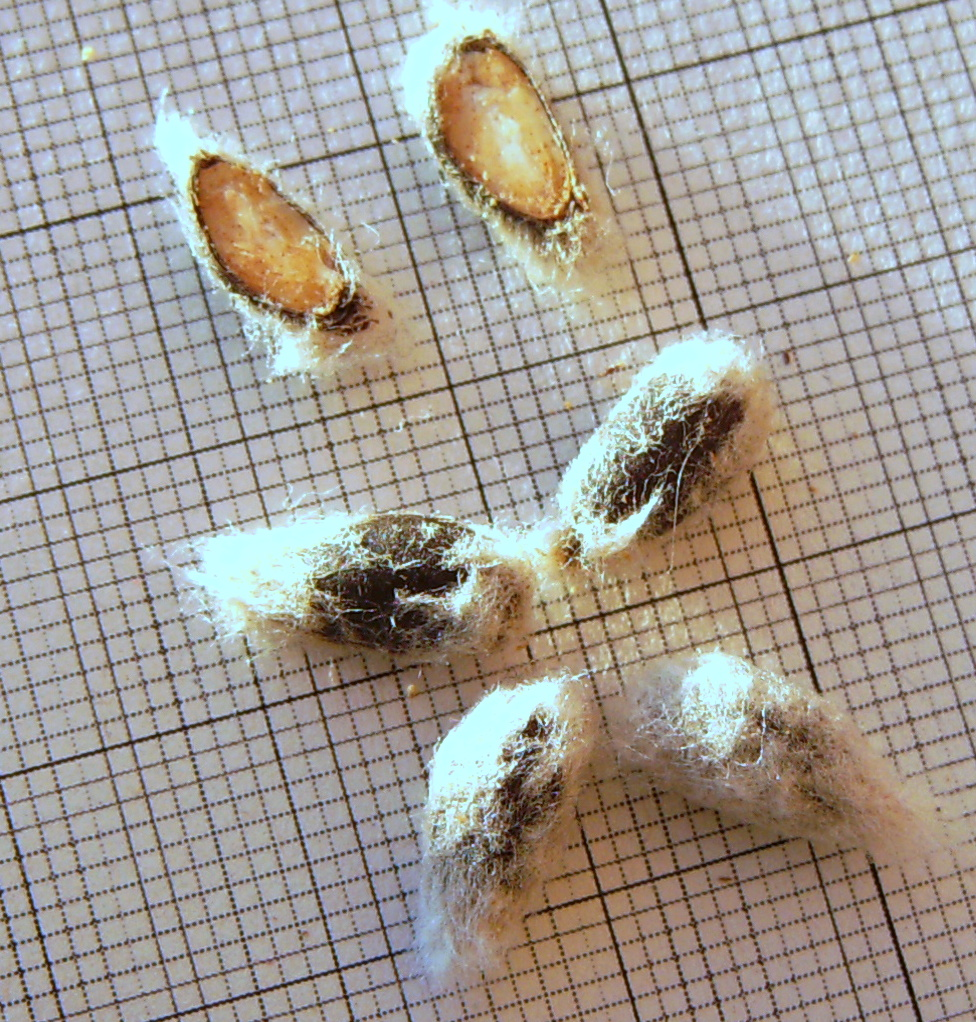
Llavors de cotoner, Gossypium hirsutum, sobre paper mil·limetrat

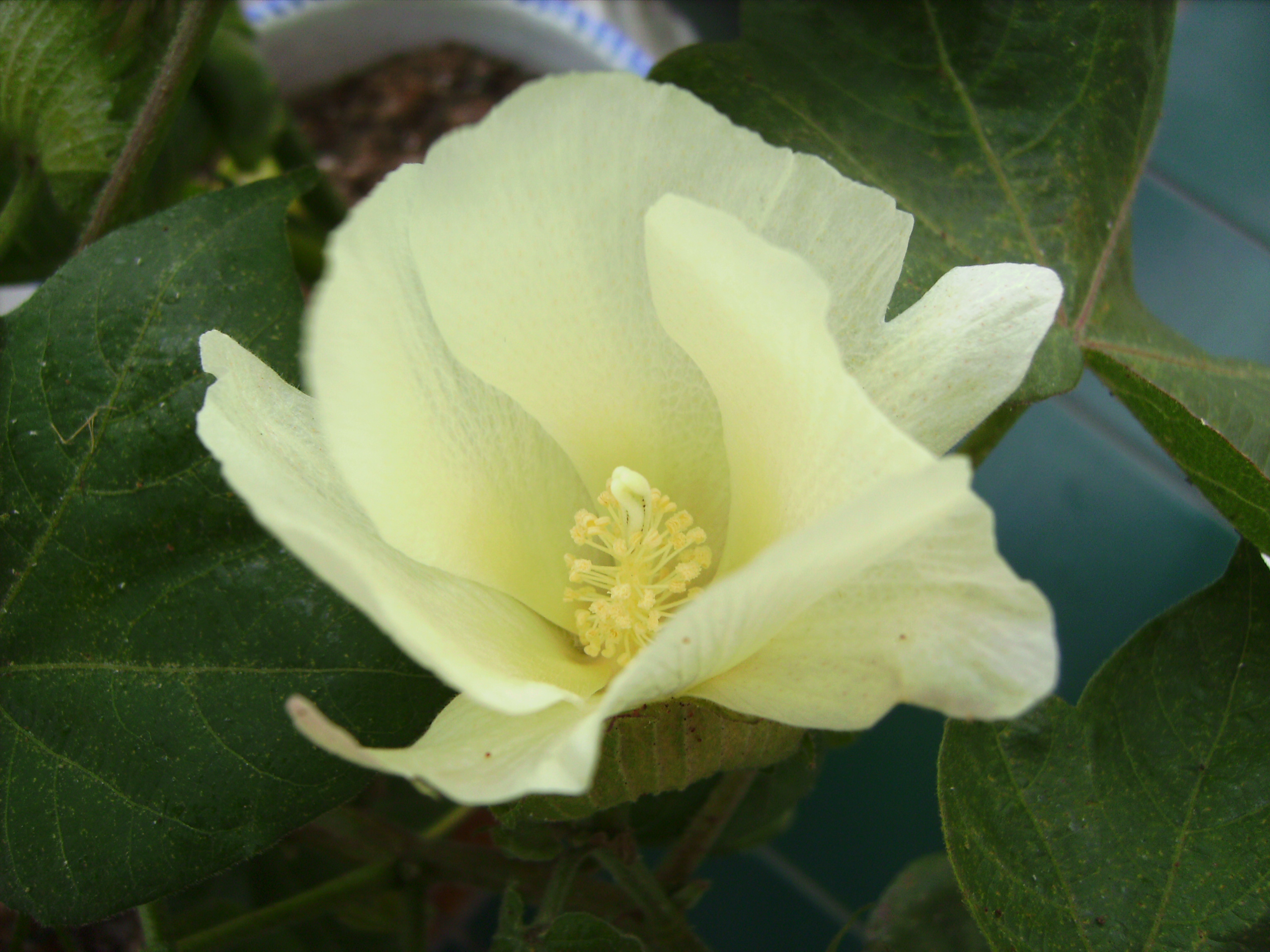
Flor oberta de cotoner (G. hirsutum) a Barcelona

El cotoner (Gossypium) és un gènere de plantes angiospermes de la família de les malvàcies (Malvaceae). Són plantes natives de les zones tropicals i subtropicals d'Amèrica, Àfrica, Àsia, Austràlia i algunes illes del Pacífic.
Addicionalment pot rebre el nom de planta del cotó.
D'algunes espècies d'aquest gènere se n'extreu una fibra tèxtil cel·lulòsica natural que creix al voltant de les llavors, el cotó acabat de sortir de la planta, sense processar, s'anomena cotó en floca. La fibra se sol processar per a obtenir un teixit blanc, suau i transpirable.

## Descripció
Són arbusts, subarbusts o en alguns casos arbres. Les fulles són palmades amb lòbuls que poden ser molt marcats, amb el marge enter. Les flors són hermafrodites, pedicel·lades i poden ser solitàries o formar un simpodi, la corol·la és formada per cinc pètals, soldats per la base, que poden ser blancs, crema, grocs o rosats. El calze consta de cinc segments. L'androceu és format per molts estams que surten d'una columna estaminal, els grans de pol·len són viables durant 12 hores. Al gineceu l'ovari és súper, amb dos o més lòculs. El fruit és una càpsula dehiscent, les llavors són piloses, aquestes fibres són blanques o grisoses i fan entre un i tres centímetres de llargària.

## Taxonomia
Aquest gènere va ser publicat per primer cop l'any 1753 al segon volum de l'obra Species Plantarum del botànic suec Carl von Linné (1707-1778).

### Espècies
Dins del gènere Gossypium es reconeixen les 55 espècies següents:
- Gossypium anapoides J.M.Stewart, Craven, Brubaker & Wendel
- Gossypium anomalum Wawra & Peyr.
- Gossypium arboreum L.
- Gossypium areysianum Deflers
- Gossypium aridum (Rose & Standl.) Skovst.
- Gossypium australe F.Muell.
- Gossypium barbadense L.
- Gossypium bickii (F.M.Bailey) Prokh.
- Gossypium bricchettii (Ulbr.) Vollesen
- Gossypium californicum Mauer
- Gossypium contextum O.F.Cook & J.W.Hubb.
- Gossypium costulatum Tod.
- Gossypium cunninghamii Tod.
- Gossypium darwinii G.Watt
- Gossypium dicladum O.F.Cook & J.W.Hubb.
- Gossypium ekmanianum Wittm.
- Gossypium enthyle Fryxell, Craven & J.M.Stewart
- Gossypium exiguum Fryxell, Craven & J.M.Stewart
- Gossypium gossypioides (Ulbr.) Standl.
- Gossypium harknessii Brandegee
- Gossypium herbaceum L.
- Gossypium hirsutum L.
- Gossypium hypadenum O.F.Cook & J.W.Hubb.
- Gossypium incanum (O.Schwartz) Hillc.
- Gossypium irenaeum Lewton
- Gossypium klotzschianum Andersson
- Gossypium laxum L.Ll.Phillips
- Gossypium lobatum Gentry
- Gossypium londonderriense Fryxell, Craven & J.M.Stewart
- Gossypium longicalyx J.B.Hutch. & B.J.S.Lee
- Gossypium marchantii Fryxell, Craven & J.M.Stewart
- Gossypium morrilli O.F.Cook & J.W.Hubb.
- Gossypium mustelinum Miers ex G.Watt
- Gossypium nelsonii Fryxell
- Gossypium nobile Fryxell, Craven & J.M.Stewart
- Gossypium patens O.F.Cook & J.W.Hubb.
- Gossypium pilosum Fryxell
- Gossypium populifolium (Benth.) F.Muell. ex Tod.
- Gossypium pulchellum (C.A.Gardner) Fryxell
- Gossypium raimondii Ulbr.
- Gossypium robinsonii F.Muell.
- Gossypium rotundifolium Fryxell, Craven & J.M.Stewart
- Gossypium schwendimanii Fryxell & S.D.Koch
- Gossypium somalense (Gürke) J.B.Hutch., Silow & S.G.Stephens
- Gossypium stephensii J.P.Gallagher, C.E.Grover & Wendel
- Gossypium stocksii Mast.
- Gossypium sturtianum (R.Br.) J.H.Willis
- Gossypium thurberi Tod.
- Gossypium timorense Prokh.
- Gossypium tomentosum Nutt. ex Seem.
- Gossypium trifurcatum Vollesen
- Gossypium trilobum (DC.) Skovst.
- Gossypium triphyllum (Harv.) Hochr.
- Gossypium turneri Fryxell
- Gossypium vollesenii Fryxell

### Sinònims
Els següents noms científics són sinònims heterotípics de Gossypium:
- × Hemiultragossypium Roberty
- Ingenhouzia Moc. & Sessé ex DC.
- Neogossypium Roberty
- Notoxylinon Lewton
- Selera Ulbr.
- Sturtia R.Br.
- Thurberia A.Gray
- Ultragossypium Roberty
- Xylon Mill.

## Conreu
El cotó es considera la més important de les fibres vegetals. S'obté de la llavor de les diferents espècies d'aquesta planta (gènere Gossypium), que es conrea en diferents regions càlides de la Terra. Cal un estiu força llarg i càlid que en la classificació agroclimàtica de Papadakis rep precisament el nom d'aquesta planta (G o g de Gossypium). El conreu s'estén des dels Estats Units fins a l'Índia passant per l'Àsia central. La llargada i el gruix de la fibra depenen de la seva procedència.
Se'n conreen diverses espècies del gènere Gossypium (G. hirsutum és la més estesa mundialment) les espècies difereixen per les llargada de la fibra (més llarga o més curta) i per les característiques agronòmiques, però el cotó sempre necessita un estiu molt càlid i molta aigua de pluja o de reg.

## Plagues i malalties del cotoner

### Plagues
- Picut, Anthonomus grandis
- Pugó del cotó, Aphis gossypii

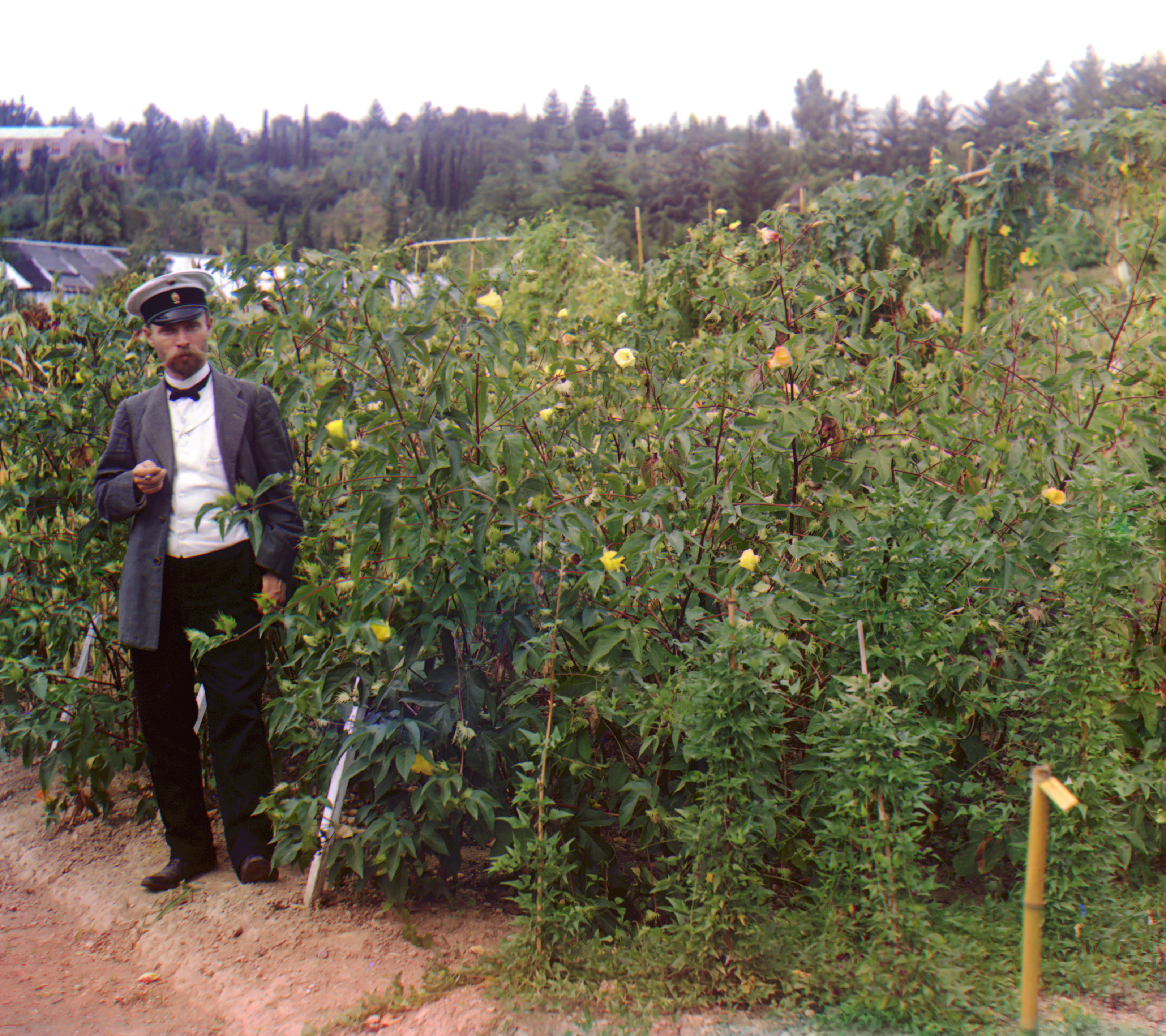
Camp de cotó al Jardí botànic de Sukhum, foto de cap a 1912.

- Eruga del tomàquet, Helicoverpa armigera, i eruga australiana Helicoverpa punctigera
- Creontiades dilutus, un insecte que xucla la saba
- Tetranychus urticae, T. ludeni (aranya roja) i T. lambi
- Trips Thrips tabaci i Frankliniella schultzei

### Malalties
- Taca d'Alternaria, causada per Alternaria macrospora i Alternaria alternata
- Antracnosi i ramulosi, causada per Colletotrichum gossypii
- Podridura negra de l'arrel causada pel fong Thielaviopsis basicola
- Taca bacteriana de Xanthomonas campestris pv. malvacearum
- Podridura vermella de l'arrel o mal do Panamà, causada per espècies del gènere Fusarium.
- Gomosi de Phytophthora, causada per Phytophthora nicotianae var parasitica

## Cotoner modificat genèticament
El cotoner modificat genèticament (GM) va ser creat pensant que reduiria l'ús de plaguicides. Actualment es planta a tot el món on es conrea cotó i sembla que redueix en un 80% l'ús de plaguicides respecte al cotoner normal. Segons el Servei Internacional d'Aplicacions Tecnològiques Agrícoles, la superfície mundial cultivada amb cotoners transgènics és de 67.000 km² el 2002 que representa un 20% del total cultivat.En el cas dels Estats Units representa un 73% de la seva producció.
A Austràlia la introducció del cotoner modificat genèticament va ser en principi un desastre comercial, ja que la collita va ser menor que la prevista i hi va haver pol·linització creuada ambaltres varietats normals de cotoner. Quan es va introduir una segona varietat GM va passar a representar el 80% de la producció total de cotó.

## Cotó orgànic, biològic o ecològic

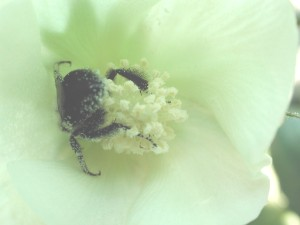
Flor de Gossypium hirsutum pol·linitzada per un borinot a Hemingway

Hi ha diferents tipus de certificacions per a assegurar que es compleixen els estàndards de l'agricultura ecològica en el conreu del cotoner. En general aquests sistemes d'assegurament de la qualitat no admeten l'ús de plantes genèticament modificades (OMG) ni productes agroquímics obtinguts per síntesi química. Es fan servir especialment per a produir llençols i altres peces de roba en contacte directe amb el cos com els kimonos.

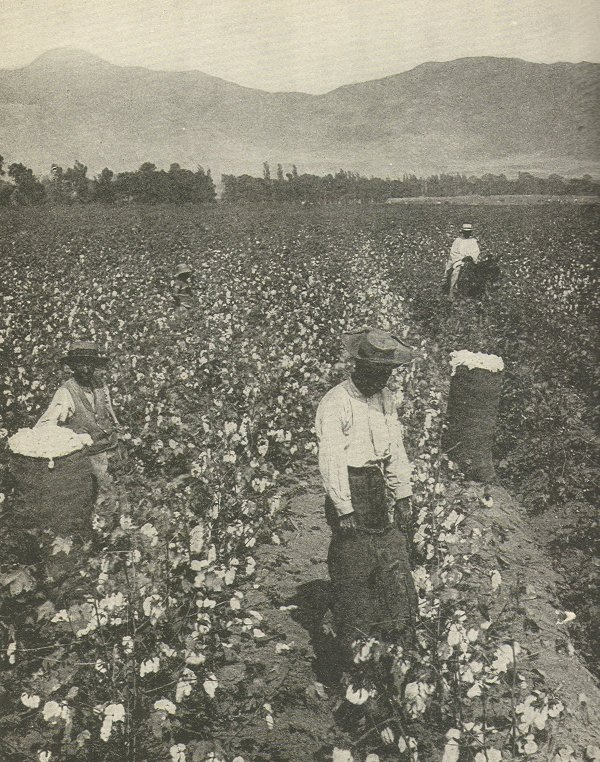
Recollida de cotó al sud dels EUA, a principis del